# كونراد برونر (طبيب)
كونراد برونر (ولد في 31 أغسطس 1859 في ديزنهوفن ــ توفي في 8 يونيو 1927 في زيورخ) كان طبيب وجراح ومؤرخ للطب من سويسرا. ولقد كان معني بشكل كبير بتعقيم المرضي ومعالجتهم.
برونر أتي من عائلة أطباء سويسرية وصيادلة، وكان من بينهم جوهان كونراد برونر. والده جوهان برونر، كان طبيب وعالم نبات. برونر تحصل على درجة الدكتوراه من جامعة زيورخ وجامعة لايبتزغ، وأكمل لكي يحصل علىشهادة جامعية متقدمة في الدكتوراه في الطب في 1885. وبعدها أكمل دراسته علي التدريب على الجراحة تحت رودولف أولريش كرونلين. بداية من 1888 إنطلق في عدة رحلات لدراسة الجراحات الملحوظة، درس تحت تيودور بيلروت في جامعة فيينا، إرنست فون بيرغمان في جامعة هومبولت في برلين، وعدة عمليات جراحية في جامعة لايبتزغ، وفي جامعة دريسدن التقنية وفي جامعة لودفيغ ماكسيميليان في ميونخ، في 1888 أصدر كتابه المُسمي "Erfahrungen und Studien über Wundinfektion und Wundbehandlung" أو «الخبرات والدراسات حول عدوى الجروح وعلاج الجروح» وأصدر الجزء الثالث منه في 1889.

## جوائزه وتكريمه
- كونراد برونر تلقي جائزة مارسيل بينواست من أجل إنجازاته في مجال معالجة الجروح وتعقيم الجروح.
- كونراد برونر تلقي الدكتوراه الفخرية الفلسفة من جامعة زيورخ من أجل أبحاثه في تاريخ الطب.

## للإطلاع أكثر
- Ritter, Adolf; Buess, Heinrich (1968). Conrad Brunner, 1859-1927: Sein Beitrag zur Aseptik und Antiseptik in der Wundbehandlung sowie zur Geschichte der Medizin (Conrad Brunner, 1859-1927: His contributions to aseptic and antiseptic wound care as well as to the history of medicine) (بالألمانية). Schwabe. OCLC:11676260.

## روابط خارجية
- "Photo: Conrad Brunner". The Marcel Benoist Foundation. مؤرشف من الأصل في 2016-03-04.